# Hubert Piske
Hubert Piske (* 3. Februar 1937 in Breslau) ist ein deutscher Maler und Graphiker und ehemaliger Abgeordneter der Hamburgischen Bürgerschaft für die  SPD.

## Leben
Hubert Piske erwarb 1955 die mittlere Reife in Wilster in Schleswig-Holstein und absolvierte anschließend eine Banklehre mit Abschluss Bankkaufmann. 1964 machte er an der Staatlichen Abendschule vor dem Holstentor in Hamburg sein Abitur. Es folgte ein Studium der Wirtschaftswissenschaften, das er 1968 mit einem Examen als Diplom-Handelslehrer an der Universität Hamburg abschloss. Anschließend war er als Lehrer an der Staatlichen Handelsschule mit Wirtschaftsgymnasium Weidenstieg tätig, einer kaufmännischen Berufsschule für das Kreditgewerbe. Er war Mitglied im Personalrat und stieg zum Oberstudienrat auf.
Er ist mit der SPD-Politikerin Maren Piske verheiratet und hat ein Kind.

## Politik

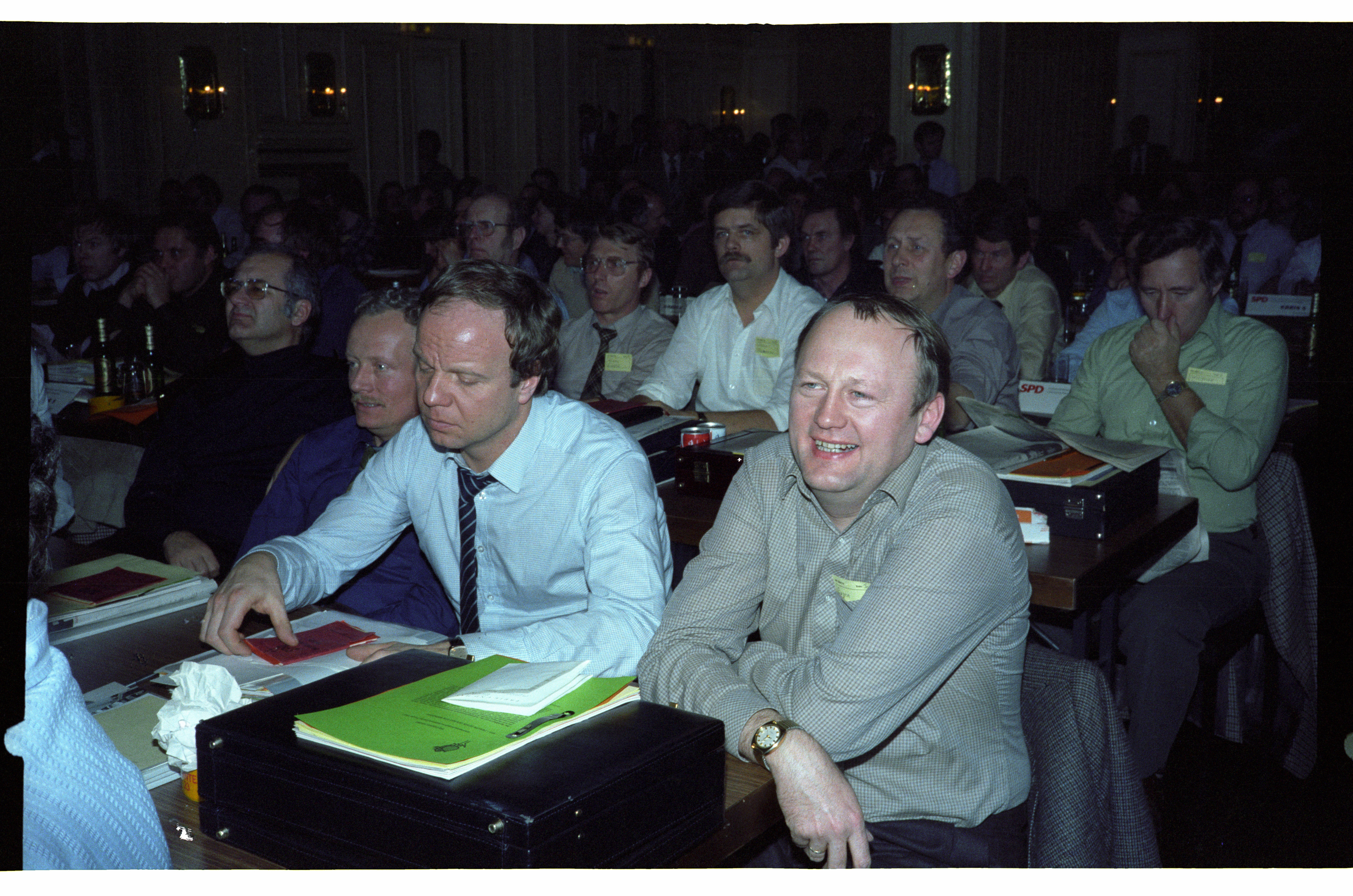
Hubert Piske (1. Reihe, 3. von rechts) auf dem SPD-Landesparteitag 1981.

1965 wurde Piske SPD-Mitglied. Seine politische Heimat ist der SPD-Kreis Hamburg-Mitte.

### Bezirksversammlung
Er saß für seine Partei in der Bezirksversammlung Hamburg-Mitte und wurde dort später baupolitischer Sprecher im Bauausschuss und Vorsitzender des Stadtplanungs-Ausschusses. 1994 wurde er auch als potentieller Bezirksamtsleiter für Hamburg-Mitte gehandelt. Er übte weitere Parteifunktionen aus, so war er Beisitzer im SPD-Landesvorstand und Sprecher der SPD-Mitte. Im Januar 1997 wurde er Vorsitzender der Bezirksversammlung Mitte und war Leiter des Bauausschusses und des Stadtplanungsausschusses. Im Oktober 2001 wurde Piske erneut als Vorsitzender der Bezirksversammlung Hamburg-Mitte betätigt.
Er war ebenfalls von der Bezirksversammlung Hamburg-Mitte gewähltes Mitglied der Kommission für Bodenordnung.

### Hamburgische Bürgerschaft
Über die Bürgerschaftswahl am 4. Juni 1978 zog er als Abgeordneter in die Hamburgische Bürgerschaft ein und arbeitete dort bis zum 9. November 1986 – mit kurzer Unterbrechung – vor allem im Ausschuss für Schule und Berufsbildung, im Umweltausschuss und im Ausschuss für Ernährung und Landwirtschaft.

## Kunst
Neben seinen politischen Aufgaben widmete sich Hubert Piske zunehmend künstlerischer Tätigkeit. Nach Experimenten mit unterschiedlichen Drucktechniken setzte er hier seinen Schwerpunkt bei Farbholzschnitten. Er trat aus dem Schuldienst aus und wurde 1987 freischaffender Künstler. Er richtete sich ein Atelier an der Westküste Schleswig-Holsteins ein und pendelt seither zwischen Hamburg und der Nordseeküste. Seine Farbholzschnitte und Gemälde beschäftigen sich vor allem mit der Küstenlandschaft. Sie sind in verschiedenen Museen in Hamburg und Schleswig-Holstein zu sehen.

## Mitgliedschaften
- Berufsverband Bildender Künstler Hamburgs
- KIK Förderverein Kultur in Dithmarschen, (Gründungsmitglied)
- Künstlergemeinschaft Rote Boje

## Ehrungen
Im März 2000 wurde Piske von dem damaligen Bausenator Eugen Wagner der Portugaleser verliehen.

## Werke
- Hubert Piske: Holzschnitte. Werkverzeichnis 1988–2012. Herausgeber: Altonaer Museum und Stiftung Historische Museen Hamburg, Boyens-Verlag, Heide 2013, ISBN 978-3-8042-1397-5
- Hubert Piske: Kochen und Essen zu Hause: 99 Rezepte. Boyens Buchverlag, Heide 2005, ISBN 978-3-8042-1156-8.
- Altonaer Museum Hamburg und Norddeutsches Landesmuseum (Herausgeber): Farbholzschnitte von Hubert Piske 20. Juni 1997 bis 24. August 1997, Katalog. ISBN 3-927637-32-7.